# هاروهيكو يامانوشي
هاروهيكو يامانوشي (باليابانية: ハル・ヤマノウチ) (بالإيطالية: Haruhiko Yamanouchi)‏ هو ممثل إيطالي وياباني، ولد في 20 أبريل 1946 في طوكيو في اليابان.

## أعمال

### أفلام
- (2009) بوش
- (2010) طريق العودة[4]
- (2013) الوولفيرين[5][6][7]

## وصلات خارجية
- هاروهيكو يامانوشي على موقع IMDb (الإنجليزية)
- هاروهيكو يامانوشي على موقع روتن توميتوز (الإنجليزية)
- هاروهيكو يامانوشي على موقع أول موفي (الإنجليزية)
- هاروهيكو يامانوشي على موقع قاعدة بيانات الفيلم (الإنجليزية)